# دودکش سیاه

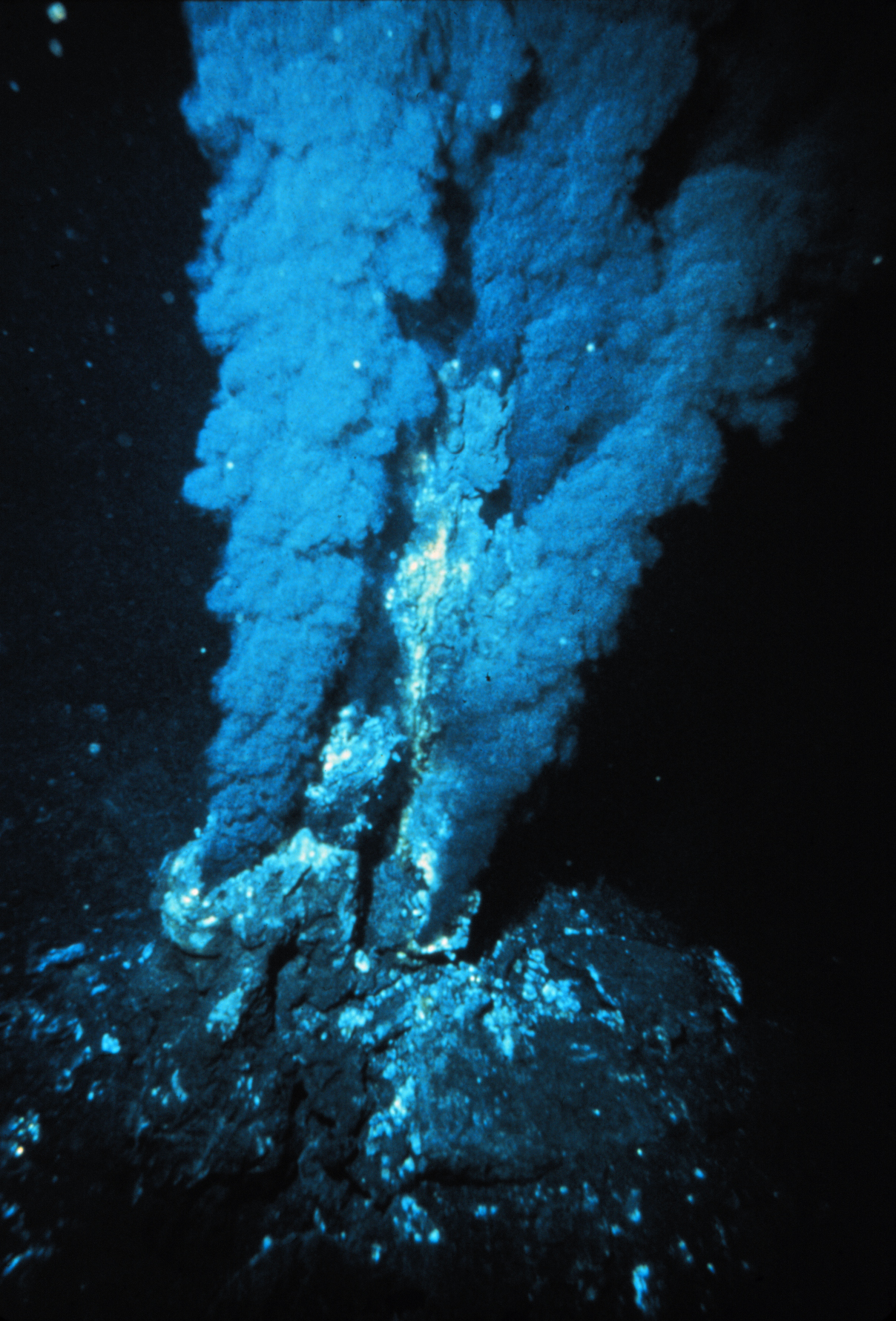
یک دودگش سیاه در اقیانوس اطلس.

دودکش‌های سیاه چشمه‌های آب گرمی در کف اقیانوس‌ها هستند.
این دودکش‌ها در اثر رخنه آب بسیار داغی که از پوستهٔ کرهٔ زمین به کف اقیانوس نشت می‌کند پدید می‌آیند.
این چشمه‌ها معمولاً به صورت گروهی و در مجموعه‌هایی چند صد متری وجود دارند.
از این چشمه‌ها آب‌های گرم غنی از رسوبات می‌جوشند که پس از سرد شدن آکنده از عناصر روی، مس، نقره، منگنز، نیکل و طلا هستند و از این رو آن‌ها را سولفیدهای عظیم بستر دریا می‌نامند.
بالا رفتن قیمت مس، روی، منگنز و دیگر فلزات مهم باعث جلب توجه کارشناسان به سمت منابع این فلزات در کف اقیانوسها شده‌است.
در حدود ۱۰ سال است که شرکت‌های مختلف، عملیات‌هایی را در آب‌های گینه‌نو، نیوزیلند، تونگا و فیجی کار اکتشاف این منابع عظیم سولفید را آغاز کرده‌اند.
گرچه معدنکاری کف اقیانوس هنوز از نظر تجاری دارای خطر ریسک بالایی است، منابع کوچک قاره‌ها همراه با قیمت‌های بالای این فلزات و وجود فناوری‌های جدید این معدنکاری را برای کارشناسان جالب توجه کرده‌است.
در محل این نهشته‌های کانی گاه لوله‌های دودکش‌مانندی شکل گرفته که بلندی آن‌ها گاه تا ده‌ها متر می‌رسد.
در پیرامون این دودکش‌ها یک زیست‌بوم ویژه پدید آمده که انرژی خود را از نورساخت (فوتوسنتز) نمی‌گیرد.
در این ژرفا از دریاها نوری وجود ندارد و بنابراین گیاهی هم نیست تا فوتوسنتز لازم برای حیات را تأمین کند. از این رو کشف زندگی بدون نور در کرهٔ زمین در پیرامون دودکش‌های سیاه کشفی شگفت‌آور برای دانشمندان بود.
موجودات زنده دودکش‌زی (پیرامون دودکش‌های سیاه) انرژی خود را از باکتری‌هایی می‌گیرند که آموخته‌اند از اکسایش سولفید اکسیژنی که از کف اقیانوس می‌آید انرژی بسازند.
برخی دانشمندان بر این باورند که دودکش‌های سیاه ممکن است زادگاه نخستین موجودات زنده در کرهٔ زمین باشند.